# Museo cívico Gaetano Savasta
El museo cívico Gaetano Savasta es un museo en Paternò. Este se ubica sobre una antigua prisión borbónica y una parte sobre un antiguo matadero, en la Plaza Martiri d'Ungheria.

## Historia

### La cárcel borbonica
El edificio que actualmente alberga el museo arqueológico fue construido a principios del siglo XIX como prisión, una de las muchas que surgieron durante el reinado borbónico .
Como centro penitenciario, se utilizó para albergar a los reclusos condenados por delitos de bajo perfil y sentencias de corta duración. Permaneció activo hasta los primeros años de la posguerra.
De 1997 a 2001, la antigua prisión fue sede de la biblioteca municipal de Paternò, debido al derrumbe de su antigua sede, el antiguo Monasterio de la Santissima Annunziata.
Posteriormente abandonada, la estructura fue recuperada después de varios años y el 8 de diciembre de 2007 se inauguró la sección arqueológica del museo, dedicada a la memoria del historiador local, monseñor Gaetano Savasta.
El edificio, desprovisto de elementos arquitectónicos significativos, tiene una estructura rectangular. Su entrada principal da al lateral de la plaza, y consta de un gran portal de arco de medio punto, cuyo marco es de piedra volcánica . A los lados del portal de entrada tiene dos ventanas, cuya forma de arcos es rebajada, mientras que en el lado secundario del edificio hay otra entrada, que también tiene dos ventanas a cada lado.
Todas las ventanas de la antigua prisión están equipadas con rejas de hierro.

### El matadero municipal
En 1835 la Municipalidad de Turín emitió una disposición que prohibía la matanza de animales en las plazas públicas, luego de eso fue construido el matadero. Este estuvo activo hasta los años setenta del siglo XX.
Después de años de abandono, el sitio fue recuperado con renovaciones realizadas desde 2005 y en 2009 se inauguró el museo de arte campesino, que luego se convirtió en la sección etnoantropológica del museo cívico.

## El museo
Sección arqueológica
El museo cívico cuenta con una sección dedicada a la arqueología que alberga numerosos hallazgos, en particular ánforas, fragmentos, platos de la época medieval y romana, encontrados durante las excavaciones realizadas en la colina paternesa entre 1993 y 1998 bajo la dirección del departamento regional de patrimonio cultural, en los distritos de Poggio Monaco, San Marco, Poggio Cocola y en Monte Castellaccio.
Sección etnoantropológica
La sección etnoantropológica albergas las herramientas y los instrumentos de los antiguos oficios artesanales y agrícolas que se conservan.